# Бострем, Иван Фёдорович
Иван Фёдорович Бострем (швед. Boström; 1857 — 1934, Париж) — русский флотоводец, мореплаватель, вице-адмирал, начальник морских сил Чёрного моря. Сын коллежского советника.

## Биография
Родился 10 (22) декабря 1857 года.
В 1877 году окончил Морское училище с Нахимовской премией и в 1878 году в чине гардемарина отправился в США для участия в переоборудовании крейсера «Африка», на котором плавал в Атлантике; 15 января 1879 года был произведён в чин мичмана со старшинством от 30 августа 1878 года. В 1880 году ходил на Балтике, окончил Минный офицерский класс с зачислением в минные офицеры 2-го разряда. С 1882 года в должности минного офицера участвовал в кругосветном плавании на корвете «Скобелев» под командованием В. В. Благодарева; 1 января 1883 года произведён в чин лейтенанта, 22 января 1883 года перечислен в минные офицеры 1-го разряда.
В 1886—1892 годах — командир миноносца, старший офицер минных крейсеров «Лейтенант Ильин» (Балтийский флот) и «Капитан Сакен» (Черноморский флот). В 1893 году исполнял обязанности директора Балтийского завода. В том же году был произведён в капитаны 2-го ранга и назначен на Черноморский флот.
В 1898—1901 годах командовал стационерами в Греции и Турции (пароход «Колхида», канонерская лодка «Черноморец»). В 1899 - 1900 годах командовал крейсером «Капитан Сакен» и учебным судном «Прут».
Был назначен 6 декабря 1901 года военно-морским агентом в Англии с производством в чин капитаны 1-го ранга.
В августе 1905 года как «один из лучших офицеров флота» назначен командиром крейсера «Богатырь», в 1906 году — командующим учебным отрядом боевых кораблей (в составе броненосцев «Слава», «Цесаревич», крейсера «Богатырь»); 19 августа  1906 года был произведён в контр-адмиралы.
15 января 1907 года назначен товарищем морского министра и 1 февраля того же года вступил в должность; был вице-председателем Адмиралтейств-совета; 7 июля 1908 года из-за конфликтов с Государственной думой перемещён на должность начальника морских сил Чёрного моря, 5 сентября 1909 года произведён в чин вице-адмирала.
Из-за катастрофы подводной лодки «Камбала» летом 1909 года был перемещён на должность главного командира Севастопольского порта и военного губернатора Севастополя. На этой должности получил большую известность в России как первый представитель генералитета России, совершивший полёт на аэроплане: в декабре 1910 года в качестве пассажира выполнил полёт над Севастополем с известным российским пилотом Станиславом Дорожинским.
Затем служил начальником Николаевских судостроительных заводов. В 1911 году был вновь назначен начальником морских сил Чёрного моря. Осенью 1911 года, из-за посадки на мель двух кораблей в Румынии, был вынужден уйти в отставку.
С 26 августа 1914 года состоял председателем «Общества содействия организации мальчиков — разведчиков „Русский скаут“».
До 1917 года был в составе правления Общества Николаевских заводов и верфей, в 1915 году много сделал для строительства новых линейных кораблей, эсминцев и подводных лодок на Чёрном море. В конце 1919 — начале 1920 года много сделал для восстановления кораблей Черноморского флота (для Белой армии).
С 1920 года — в эмиграции. Жил в Париже, где был председателем Парижской кают-компании и почётным членом Военно-Морского союза. Скончался в Париже 2 января 1934 года.

## Памятные места
Именем И. Ф. Бострема названа бухта в Новогвинейском море, остров Новая Гвинея. Обследована в 1883 г. экипажем корвета «Скобелев».